# ジョージ・マーシュ
ジョージ・オーウェン・マーシュ（George Owen Marsh、1998年11月5日 - ）は、イングランド・ケント州・ペンベリー出身のプロサッカー選手。EFLリーグ2のAFCウィンブルドンに所属している。ポジションはMF。